# Strunkovice nad Volyňkou
Strunkovice nad Volyňkou là một làng thuộc huyện Strakonice, vùng Jihočeský, Cộng hòa Séc.